# Остін Паверс: Шпигун, який мене звабив
Остін Паверс: Шпигун, який мене звабив (англ. Austin Powers: The Spy Who Shagged Me, зустрічається переклад назви як «Остін Паверс: Шпигун, який мене спокусив» та «Остін Паверс 2») — американський комедійний кінофільм 1999 року. Цей фільм — продовження першої стрічки «Остін Паверс: Міжнародна людина-загадка», задуманий Майком Маєрсом. Сценарій разом із ним написали Джей Роуч та Майкл Маккаллерс. Як і в попередньому фільмі, Майк Маєрс зіграв головного героя, а також ролі Доктора Зло та Товстого Мерзотника. Назва фільму є пародією на фільм 1977 року із серії про Джеймса Бонда «Шпигун, який мене кохав» (англ. The Spy Who Loved Me).

## Нагороди
- Фільм було номіновано на нагороду MTV Movie Awards (номінація — Найкращий фільм).[3]

## Наступні фільми
- Остін Паверс: Ґолдмембер (2002)